# Quadripartitus
Quadripartitus es una amplia colección jurídica compilada durante el reinado de Enrique I, rey de Inglaterra (1100-1135). La obra consta de materiales jurídicos anglosajones traducidos al latín, así como una serie de textos de interés jurídico en latín que se realizaron después de la conquista. Está clasificada como la mayor colección medieval sobreviviente sobre derecho preconquista y la segunda producida durante el reinado de Enrique I, después del manuscrito Cambridge, Corpus Christi College MS 383 —CCCC MS 383—, alojado en la biblioteca Parker del Corpus Christi College de la Universidad de Cambridge. Compilado principalmente para ser usado por juristas y administradores de Enrique I, el Quadripartitus fue objeto de gran interés durante un tiempo considerable y fue consultado por diversos juristas, entre ellos Henry de Bracton en el siglo XIII y John Fortescue en el siglo XV.